# نادي الشعلة للسيدات
نادي الشعلة للسيدات أو سيدات الشعلة هو نادي كرة قدم للسيدات مقره محافظة الخرج. يلعب في الدوري السعودي الدرجة الأولى للسيدات، وهو المستوى الثاني لكرة القدم للسيدات في المملكة العربية السعودية.

## التاريخ
تأسس النادي في عام 2023، وتعاقد مع طاقم تدريب أردني تونسي لقيادة الفريق في الموسم الأول في الدوري السعودي الدرجة الأولى للسيدات. تعاقد النادي مع أربعة لاعبات من تونس وواحدة من مصر، لتسجيلهم في قائمة اللاعبات الأجانب. حل الفريق في مجموعة المنطقة الوسطى. حصل الفريق على المركز الثاني من أصل ستة، وفاز بست مباريات. وتضمنت انتصاراته نتائج كبيرة، 17-0 ضد العروبة و18-0 و20-0 ضد الوطني، مما أهلهم للمراحل النهائية. وفي المراحل النهائية، تكبد الفريق خسارتين، مما أدى إلى بقائه في الدرجة الأولى.
في عام 2024، شكل النادي فريقًا ثانيًا لكرة الصالات، شارك في بطولة كرة الصالات للسيدات، واحتل المركز الخامس.

## اللاعبات

### التشكيلة الحالية
آخر تحديث 3 مارس 2024.
ملاحظة: تشير الأعلام إلى المنتخب الوطني على النحو المحدد في قواعد الأهلية للفيفا. قد يحمل اللاعبون أكثر من جنسية واحدة غير تابعة للفيفا.
| الرقم | البلد    | المركز | اللاعب       |
| ----- | -------- | ------ | ------------ |
|       | تونس     | حارس   | أميمة الشرفي |
|       | السعودية |        | عبير         |
|       | السعودية |        | لمياء        |
|       | تونس     | مدافع  | عبير ساسي    |
|       | مصر      | وسط    | شروق فرحان   |
|       | تونس     | وسط    | شيماء العايب |
|       | السعودية | مهاجم  | منار         |
|       | تونس     | مهاجم  | آية جدي      |
|       | السعودية |        | نوف عبد الله |

| الرقم | البلد    | المركز | اللاعب |
| ----- | -------- | ------ | ------ |
|       | السعودية |        | موضي   |
|       | السعودية |        |        |
|       | السعودية | حارس   |        |
|       | السعودية |        |        |
|       | السعودية |        |        |
|       | السعودية |        |        |
|       | السعودية |        |        |
|       | السعودية |        |        |
|       | السعودية |        |        |